# Герен, Жиль
Жиль Герен (около 1611, Париж — 26 февраля 1678, там же) — французский скульптор эпохи «большого стиля» Людовика XIV.

## Биография
Жиль Герен был учеником Симона Гийена. Он известен, как создатель скульптурных надгробий одного из принцев Конде, Генриха II де Бурбон-Конде, и герцога Шарля де Лавьёвиля.
Надгробный памятник принца Конде был предназначен для церкви в Валери, расположенной рядом с принадлежавшим принцу замком Валери. Там скульптура находится по настоящее время. Одна из трёх подготовительных миниатюрных терракотовых моделей для надгробия ныне входит в коллекцию Лувра, куда поступила в дар от друзей музея в 1992 году.
Надгробный памятник суперинтенданта финансов герцога де ла Вьёвиля был выполнен по заказу его жены в 1653 году, и находился в капелле Сен-Франсуа-де-Саль в церкви минимумов на Королевской площади в Париже. Когда спустя несколько лет умерла и супруга герцога, скульптор выполнил парный памятник для её надгробия. Сегодня оба памятника также можно увидеть в экспозиции Лувра.
В 1653 году скульптор выполнил бронзовый памятник Людовику XIV, попирающему аллегорию Фронды, который предназначался для украшения здания Отеля-де-Виль (Парижской Ратуши). Это был первый по времени создания прижизненный памятник королю. Однако, уже в 1689 году статуя была заменена другой, работы Антуана Куазевокса, которая ныне находится в музее Карнавале. Оригинальная статуя Герена была утрачена, однако сохранились её терракотовая подготовительная модель (также в Лувре) и мраморная копия для фонтана (в замке Шантийи).
Около 1639 года Жиль Герен работал под началом скульптора Жака Саразена над украшением Павильона Часов Западного фасада Лувра (эти работы были завершены в 1642 году), и во дворце Фонтенбло, где он вылепил Голову Гермеса (1941) и украсил Часы Подземелья. В 1654 году Жиль Герен был подряжен Луи Лево, первым королевским архитектором, украсить скульптурами Королевский зал Лувра.
Кроме королевских, Жиль Герен много работал и над частными заказами. Он выполнил скульптурные работы для церквей (в частности, для церкви Сен-Жерве-де-Суассон), а также в замках Шеверни и Мезон-Лаффит.

## Работы
Жилю Герену приписывают следующие работы:

### Рельефы
- Герб Луи Эслена на фасаде его парижского особняка (около 1644)[3].
- Изображения Четырёх стихий в замке Мезон-Лаффит.
- Скульптурный орнамент в замке Германтес.
- Кариатиды во дворе Лувра.
- Саламандры в гроте Тетис в Версальском дворце (1655).

### Скульптуры
- Аллегория: Людовик XIV, убивающий Фронду для Отеля-де-Виль. 1653. Париж
- Голова Гермеса. 1640. Фонтенбло (кухонный двор).
- Америка, завершенная Анри Эмериком, аллегория одной из «Четырёх частей света». Сады Версаля.

## Галерея
- Надгробные памятники герцога де Лавьёвиля и его жены. Ныне в Лувре
- Аллегория Америки из садов Версаля
- Копия той же статуи в парке Версаля
- Людовик XIV, побеждающий Фронду. Мраморная копия в замке Шантийи
- Та же статуя, общий вид
- Терракотовая модель надгробия Генриха II де Бурбон-Конде из коллекции Лувра[4]
- Кони Солнца. Скульптурная группа Грота Тефиды, Версаль